# Marie de Gournay
Marie de Gournay, nascuda com Marie Le Jars (París, 6 d'octubre de 1565 - 13 de juliol de 1645), va ser una alquimista, escriptora i editora dels segles xvi i xvii, que publicà l'obra de Montaigne. Va destacar com a alquimista (actual química) i assagista protofeminista, defensant els drets de les dones en obres com La igualtat entre homes i dones (1622) i Le Grief des dames (1626).
És gràcies als moviments feministes de finals del segle XX que aquesta dona, feminista abans del seu temps, va deixar el seu paper de "filla per aliança" (fille d'alliance) de Montaigne, per ser finalment reconeguda com una escriptora, filòloga, traductora, poeta i filòsofa.
Es va formar en alquímia. Es basava en els coneixements teòrics per centrar el seu estudi pràctic i recerca experimental en la seva aplicació o producció de coses (avui potser seria enginyeria química), com era habitual a la seva època, especialment per a productes de consum públic, de perfumeria, cosmètica i drogueria. Va treballar, per exemple, en l'acció dels àcids sobre el coure i l'efecte del ferro en dissolucions de coure. Usava el forn d'una fàbrica de vidre per a experimentar amb àcids minerals, sals corrosives i substàncies com ferro, coure, or, estany, plom i mercuri per aprendre els constituents dels metalls. Escrivia sobre alquímia en llengua vernacla (francès).
Era d'origen noble i es va formar de manera autodidàctica en alquímia, grec i llatí.

## Obra literària
La seva producció literària com a autora inclou:
- Adéu a l'ànima del rei de França i de Navarra Enric el Gran, a la reina, amb la defensa dels pares jesuïtes, per la senyora de G.
- L'ombra de la Verge de Gournay (1626, 1634 i 1641)
- L'aconsellable o Els regals de la senyoreta de Gournay (1634)
- Els assajos de Michael, senyor de Montaigne: nova edició depurada exactament dels defectes de les anteriors, segons el veritable original, i enriquida i augmentada als marges amb els noms dels autors que s'hi citen, i la versió dels seus passatges, amb observacions molt importants & necessàries per al relleu del lector, conjuntament la vida de l'autor, & dues taules, un dels capítols, & l'altre dels temes principals, molt més ampli & més útil que els de les darreres edicions / [Henri Estienne ]; [Marie de Jars de Gournay]
- Igualtat entre els homes i les dones ["Égalité des hommes et des femmes"] (1622) i Greuge de les dones ["Grief des dames"] (1626) són dos breus assaigs que han estat traduïts al català i prologats per Lídia Anoll Vendrell per a Adesiara editorial (col·lecció Vagueries núm. 6, Martorell, gener del 2010).

El primer volum de les seves obres completes (1641) va ser publicat el 1997 per Rodopi.
Com a editora, per exemple, l'any 1595 Marie publica la tercera edició dels Assaigs de Michel de Montaigne, amb totes les correccions manuscrites del filòsof.